# Katja Lesjak
za pevko glej Katja Lesjak (pevka)
Katja Lesjak, slovenska alpska smučarka, * 14. oktober 1967, Škofja Loka.
Lesjakova je osvojila bronasto medaljo v veleslalomu na svetovnem mladinskem prvenstvu leta 1985 v Jasni, kar je prva medalja slovenskih tekmovalk na mladinskih svetovnih prvenstvih v alpskem smučanju. Prvo uvrstitev med dobitnike točk v svetovnem pokalu je dosegla 5. januarja 1986 z enajstim mestom na slalomu za Zlato lisico. Teden dni za tem je osvojila deveto mesto na slalomu v Bad Gasteinu, 26. novembra 1987 je rezultat ponovila tudi na slalomu v Sestrieru.